# Maurice Degrelle

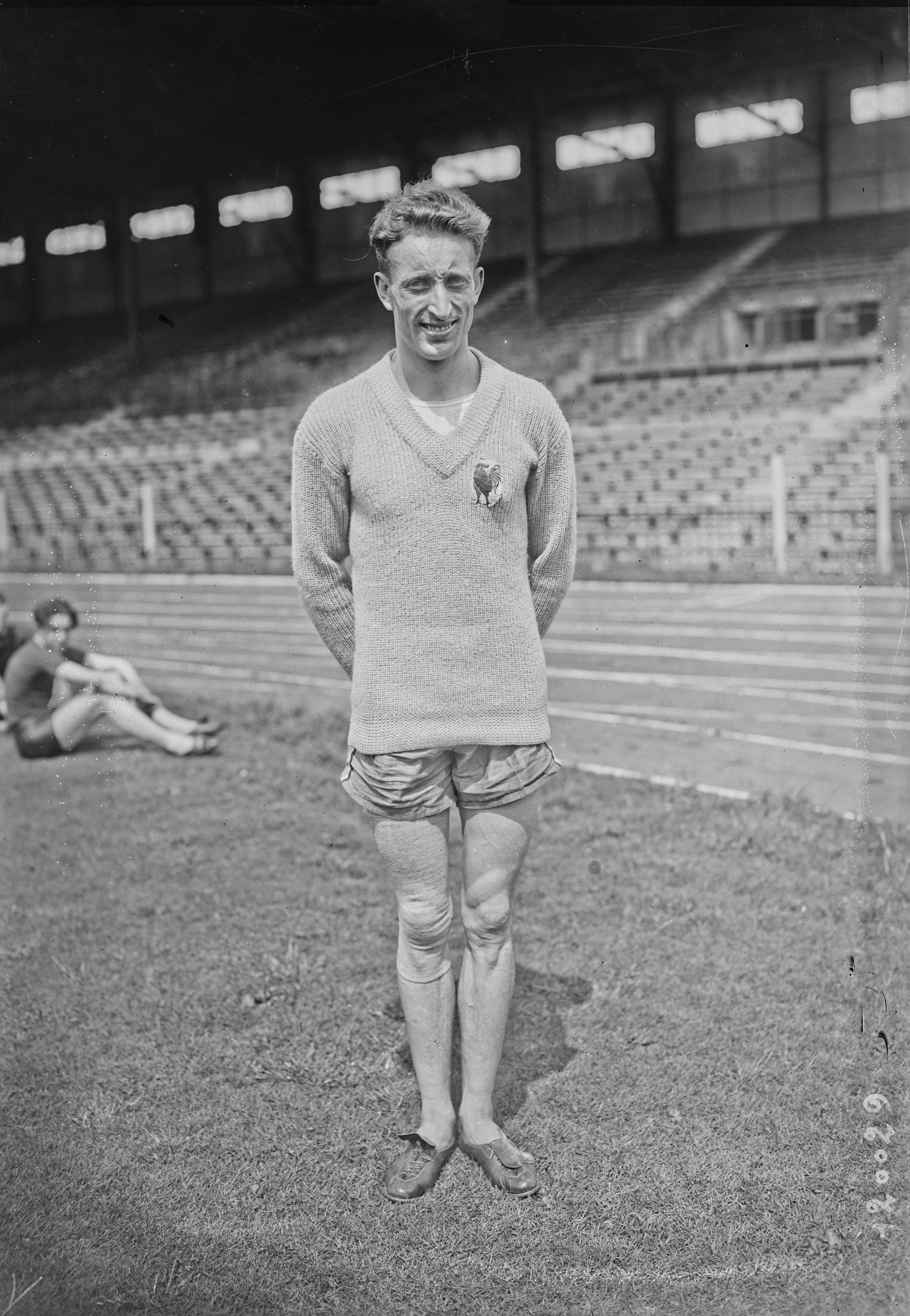
Maurice Degrelle (1927)

Maurice Degrelle (* 28. Juni 1901 in Sars-Poteries; † 30. April 1987 ebd.) war ein französischer Sprinter.
Bei den Olympischen Spielen 1924 in Paris wurde er Fünfter in der 4-mal-100-Meter-Staffel. Über 100 m erreichte er das Halbfinale und über 200 m das Viertelfinale.
1928 schied er bei den Olympischen Spielen in Amsterdam über 200 m im Viertelfinale aus.
1926 sowie 1927 wurde er Französischer Meister über 100 m und 1927 über 200 m.

## Persönliche Bestzeiten
- 100 m: 10,8 s, 10. Juli 1926, Colombes
- 200 m: 21,7 s, 22. Juni 1924, Colombes